# 金元吉
金 元吉（キム・ウォンギル、朝鮮語: 김원길、1943年1月2日 - 2021年6月2日）は、大韓民国の実業家、政治家。第11代保健福祉部長官、第14・15・16代韓国国会議員、第2・3・4・5代韓国女子バスケットボール連盟総裁を歴任した。
本貫は江陵金氏、キリスト教徒。

## 経歴
京城府（現・ソウル特別市）出身。京畿中学校、京畿高等学校、ソウル大学校商科大学経済学科卒。大韓電線副社長、中央証券日報社長、青宝食品代表理事、国会環境フォーラム名誉会長、韓国白血病支援センター名誉理事長、新政治国民会議政策委員会議長（1997年〜1999年）、第11代保健福祉部長官（2001年3月23日〜2002年1月29日）、新千年民主党事務総長・政策委員会議長、第2・3・4・5代韓国女子バスケットボール連盟総裁（1999年〜2012年）、平安北道道民会顧問、一千万離散家族再会推進委員会常任顧問、梅月堂文学思想研究会理事長を務めた。1992年の第14代総選挙から道峰区乙選挙区と江北区甲選挙区で3回連続当選し、党籍は民主党、新政治国民会議、新千年民主党へと変わった。2002年9月に大統領選挙での盧武鉉から鄭夢準への候補者交代を目指す候補一本化推進協議会を主導した後、同年11月に突然ハンナラ党に移籍した。2004年の第17代総選挙ではハンナラ党の候補として江北区甲選挙区から出馬したが、落選した。2012年大統領選挙のセヌリ党の党内予備選では朴槿恵を支持した。
2021年6月2日、ソウル市江北区の自宅にて急性心臓麻痺により死去。享年78。